# Antonio Gagini
Ne doit pas être confondu avec Antonello Gagini.
Antonio Gagini (1504 - 1537) était un sculpteur italien du XVIe siècle. Il est l'un des membres de la famille des Gagini, une grande lignée de sculpteurs et de peintres originaire de Florence. La famille, dès 1463, s'est installée à Palerme, en Sicile, où elle exerça une influence considérable sur l'évolution des arts décoratifs.

## Œuvres
Parmi les œuvres les plus notables d'Antonio Gagini, on peut notamment retenir l'arc décoré de la Cappella della Madonna dans le Sanctuaire de l'Annonciation (Santuario dell'Annunziata) de Trapani, achevé, après six ans de travail, en 1537. Cet arc, d'une conception entièrement nouvelle, surmonté d’un fronton, est décoré non par de simples images gravées comme dans un bas-relief, mais orné de statues massives de bustes de saints en relief. Le fronton, quant à lui, représente des saints allongés, qui soutiennent une frise menant jusqu’au bouclier qui le couronne. Gagini a réalisé dans cette œuvre une composition audacieuse qui marque l'apparition en Sicile d'une forme d’architecture décorative spécifique, qui se traduira, au cours des XVIIe et XVIIIe siècles par l'éclosion du baroque sicilien.
De nombreux exemples de son travail peuvent encore être admirés aujourd'hui dans les églises siciliennes, bien que beaucoup aient été détruits par les tremblements de terre successifs ayant suivi sa mort.